# Rita Grande
Rita Grande (Napels, 23 maart 1975) is een voormalig professioneel tennisspeelster uit Italië. Grande begon met tennis toen zij negen jaar oud was. Zij speelt rechtshandig en heeft een enkelhandige backhand. Zij debuteerde in 1990 en beëindigde haar carrière in 2005.

## Loopbaan

### Enkelspel
Grande won drie titels op de WTA-tour. Zij won ook nog een titel op het ITF-circuit. Zij wist in alle vier grandslamtoernooien de vierde ronde te bereiken. In 1996 nam zij deel aan de Olympische spelen in Atlanta – vier jaar later, op de Olympische spelen in Sydney bereikte zij de tweede ronde, door de Oostenrijkse Sylvia Plischke te verslaan. Haar hoogste positie in het enkelspel is 24 (5 november 2001).

### Dubbelspel
Grande behaalde in het dubbelspel betere resultaten dan in het enkelspel. Zij won vijf titels op de WTA-tour, waaronder het toernooi van Rosmalen in 1999 met haar landgenote Silvia Farina. Zij versloegen Cara Black en Kristie Boogert in de finale. Daarnaast won zij drie dubbelspeltitels op het ITF-circuit. Ook in het dubbelspel speelde zij op de Olympische spelen in Sydney, weer met Silvia Farina-Elia (inmiddels met gehuwde achternaam). Haar beste resultaat bij het vrouwendubbelspel op de grandslamtoernooien is het bereiken van de kwartfinale. In het gemengd dubbelspel bereikte zij de halve finale, op het Australian Open 2004, samen met de Argentijn Martín Rodríguez. Haar hoogste notering op de WTA-ranglijst is de 26e plaats, die zij bereikte in mei 2001.

### Tennis in teamverband
In de periode 1994–2003 vertegenwoordigde zij Italië zeven keer bij de Fed Cup, waarbij zij negentien partijen speelde.

## Posities op deWTA-ranglijst
Positie per einde seizoen:
| jaar | rang enkelspel | rang dubbelspel |
| ---- | -------------- | --------------- |
| 1990 | 423            | 190             |
| 1991 | 364            | 276             |
| 1992 | 443            | 404             |
| 1993 | 183            | 207             |
| 1994 | 140            | 124             |
| 1995 | 74             | 146             |
| 1996 | 71             | 61              |
| 1997 | 44             | 48              |
| 1998 | 60             | 84              |
| 1999 | 54             | 64              |
| 2000 | 78             | 35              |
| 2001 | 24             | 31              |
| 2002 | 46             | 50              |
| 2003 | 70             | 50              |
| 2004 | 103            | 69              |
| 2005 | 1081           | –               |

## Palmares
| Legenda                |
| ---------------------- |
| Grandslamtoernooi      |
| Olympische Spelen      |
| Year-End Championships |
| Tier I                 |
| Tier II                |
| Tier III               |
| Tier IV & V            |

### WTA-finaleplaatsen enkelspel
| nr.              | finale     | toernooi       | ondergrond    | tegenstandster          | score         |         |
| ---------------- | ---------- | -------------- | ------------- | ----------------------- | ------------- | ------- |
| gewonnen finales |            |                |               |                         |               |         |
| 1.               | 2001-01-13 | WTA Hobart     | hardcourt     | Jennifer Hopkins        | 0-6, 6-3, 6-3 | details |
| 2.               | 2001-10-21 | WTA Bratislava | hardcourt (i) | Martina Suchá           | 6-1, 6-1      | details |
| 3.               | 2003-04-06 | WTA Casablanca | gravel        | Antonella Serra Zanetti | 6-2, 4-6, 6-1 | details |
| verloren finales |            |                |               |                         |               |         |
| 1.               | 1999-01-16 | WTA Hobart     | hardcourt     | Chanda Rubin            | 2-6, 3-6      | details |

### WTA-finaleplaatsen vrouwendubbelspel
| nr.              | finale     | toernooi       | ondergrond | partner             | tegenstandsters                                     | score         |         |
| ---------------- | ---------- | -------------- | ---------- | ------------------- | --------------------------------------------------- | ------------- | ------- |
| gewonnen finales |            |                |            |                     |                                                     |               |         |
| 1.               | 1999-06-19 | WTA Rosmalen   | gras       | Silvia Farina       | Cara Black Kristie Boogert                          | 7-5, 7-6      | details |
| 2.               | 2000-01-15 | WTA Hobart     | hardcourt  | Émilie Loit         | Kim Clijsters Alicia Molik                          | 6-2, 2-6, 6-3 | details |
| 3.               | 2000-07-16 | WTA Palermo    | gravel     | Silvia Farina       | Ruxandra Dragomir Virginia Ruano Pascual            | 6-4, 0-6, 7-6 | details |
| 4.               | 2001-01-06 | WTA Auckland   | hardcourt  | Alexandra Fusai     | Emmanuelle Gagliardi Barbara Schett                 | 7-6, 6-3      | details |
| 5.               | 2002-01-12 | WTA Hobart     | hardcourt  | Tathiana Garbin     | Catherine Barclay Christina Wheeler                 | 6-2, 7-6      | details |
| verloren finales |            |                |            |                     |                                                     |               |         |
| 1.               | 1990-05-06 | WTA Tarente    | gravel     | Silvia Farina       | Olena Brjoechovets Jevgenia Manjoekova              | 6-7, 1-6      | details |
| 2.               | 1997-02-16 | WTA Parijs     | tapijt (i) | Alexandra Fusai     | Martina Hingis Jana Novotná                         | 3-6, 0-6      | details |
| 3.               | 2000-01-08 | WTA Gold Coast | hardcourt  | Sabine Appelmans    | Julie Halard Anna Koernikova                        | 3-6, 0-6      | details |
| 4.               | 2000-07-23 | WTA Sopot      | gravel     | Åsa Carlsson        | Virginia Ruano Pascual Paola Suárez                 | 5-7, 1-6      | details |
| 5.               | 2000-10-22 | WTA Shanghai   | hardcourt  | Meghann Shaughnessy | Lilia Osterloh Tamarine Tanasugarn                  | 5-7, 1-6      | details |
| 6.               | 2001-04-08 | WTA Porto      | gravel     | Alexandra Fusai     | María José Martínez Sánchez Anabel Medina Garrigues | 1-6, 7-6, 5-7 | details |
| 7.               | 2003-05-24 | WTA Madrid     | gravel     | Angelique Widjaja   | Jill Craybas Liezel Huber                           | 4-6, 6-7      | details |

## Resultaten grandslamtoernooien
| Legenda | Legenda                          |
| ------- | -------------------------------- |
| g.t.    | geen toernooi gehouden           |
| l.c.    | lagere categorie                 |
| –       | niet deelgenomen                 |
| G       | uitgeschakeld in de groepsfase   |
| 1R      | uitgeschakeld in de eerste ronde |
| 2R      | uitgeschakeld in de tweede ronde |
| 3R      | uitgeschakeld in de derde ronde  |
| 4R      | uitgeschakeld in de vierde ronde |
| KF      | uitgeschakeld in de kwartfinale  |
| HF      | uitgeschakeld in de halve finale |
| F       | de finale verloren               |
| W       | het toernooi gewonnen            |
| w-v     | winst/verlies-balans             |

### Enkelspel
| Toernooi        | 1995 | 1996 | 1997 | 1998 | 1999 | 2000 | 2001 | 2002 | 2003 | 2004 | 2005 | w-v  |
| --------------- | ---- | ---- | ---- | ---- | ---- | ---- | ---- | ---- | ---- | ---- | ---- | ---- |
| Australian Open | –    | 3R   | 2R   | 2R   | 3R   | 1R   | 4R   | 4R   | 2R   | 1R   | –    | 13-9 |
| Roland Garros   | –    | 2R   | 1R   | 2R   | 1R   | 2R   | 4R   | 3R   | 3R   | 2R   | –    | 11-9 |
| Wimbledon       | –    | 1R   | 1R   | 2R   | 2R   | 2R   | 1R   | 2R   | 2R   | 4R   | –    | 8-9  |
| US Open         | 2R   | 4R   | 2R   | 1R   | 2R   | 2R   | 1R   | 1R   | 1R   | 1R   | 1R   | 7-11 |

### Vrouwendubbelspel
| Toernooi        | 1995 | 1996 | 1997 | 1998 | 1999 | 2000 | 2001 | 2002 | 2003 | 2004 | 2005 | w-v   |
| --------------- | ---- | ---- | ---- | ---- | ---- | ---- | ---- | ---- | ---- | ---- | ---- | ----- |
| Australian Open | 2R   | 1R   | 1R   | 1R   | 1R   | 3R   | KF   | 2R   | 1R   | 1R   | –    | 7-10  |
| Roland Garros   | 1R   | 2R   | 1R   | 2R   | KF   | 1R   | 2R   | KF   | 3R   | 2R   | –    | 12-10 |
| Wimbledon       | 1R   | 2R   | 3R   | 3R   | 1R   | 1R   | 2R   | 1R   | 1R   | 2R   | –    | 7-10  |
| US Open         | 1R   | 3R   | 1R   | 1R   | 1R   | 1R   | 1R   | 2R   | 1R   | 3R   | 1R   | 5-11  |

### Gemengd dubbelspel
| Toernooi        | 1997 | 1998 | 1999 |    | 2002 | 2003 | 2004 | w-v |
| --------------- | ---- | ---- | ---- | -- | ---- | ---- | ---- | --- |
| Australian Open | –    | 1R   | –    | KF | 2R   | HF   | 4-4  |     |
| Roland Garros   | 3R   | –    | 1R   | –  | –    | –    | 1-2  |     |
| Wimbledon       | –    | –    | –    | –  | –    | –    | 0-0  |     |
| US Open         | –    | –    | –    | –  | –    | –    | 0-0  |     |